# Komandorské ostrovy
Komandorské ostrovy (rusky Командорские острова) je malé souostroví v Kamčatské oblasti v Rusku ležící u východního břehu Kamčatky v Beringově moři. Geologicky jsou nejzápadnější výspou Aleutských ostrovů, jelikož jsou však od nich odděleny několika sty kilometry oceánu a navíc přísluší Ruské federaci, zpravidla se k nim nezapočítávají.
Komandorské ostrovy jsou nazývány Královstvím mlhy a větrů. Počasí se zde mění cca každých 30 minut a slunce zde svítí maximálně dva týdny v roce.
V roce 2005 byly ostrovy zařazeny mezi uchazeče o zápis do Seznamu světového dědictví v Rusku.

## Ostrovy
Tvoří je Beringův ostrov, ostrov Mednyj a dva malé ostrůvky.
|   | ostrov          | rusky           | rozloha (km²) | nejvyšší vrchol | max.nadm.výška (m) |
| - | --------------- | --------------- | ------------- | --------------- | ------------------ |
| 1 | Beringův ostrov | Остров Беринга  | 1660          | Pik Steller     | 755                |
| 2 | Mednyj          | Остров Медный   | 186           | Pik Steněžer    | 647                |
| 3 | Toporkov        | Остров Топорков | 0,5           | ?               | 9                  |
| 4 | Arij            | Арий Камень     | ?             | ?               | 53                 |

## Historie

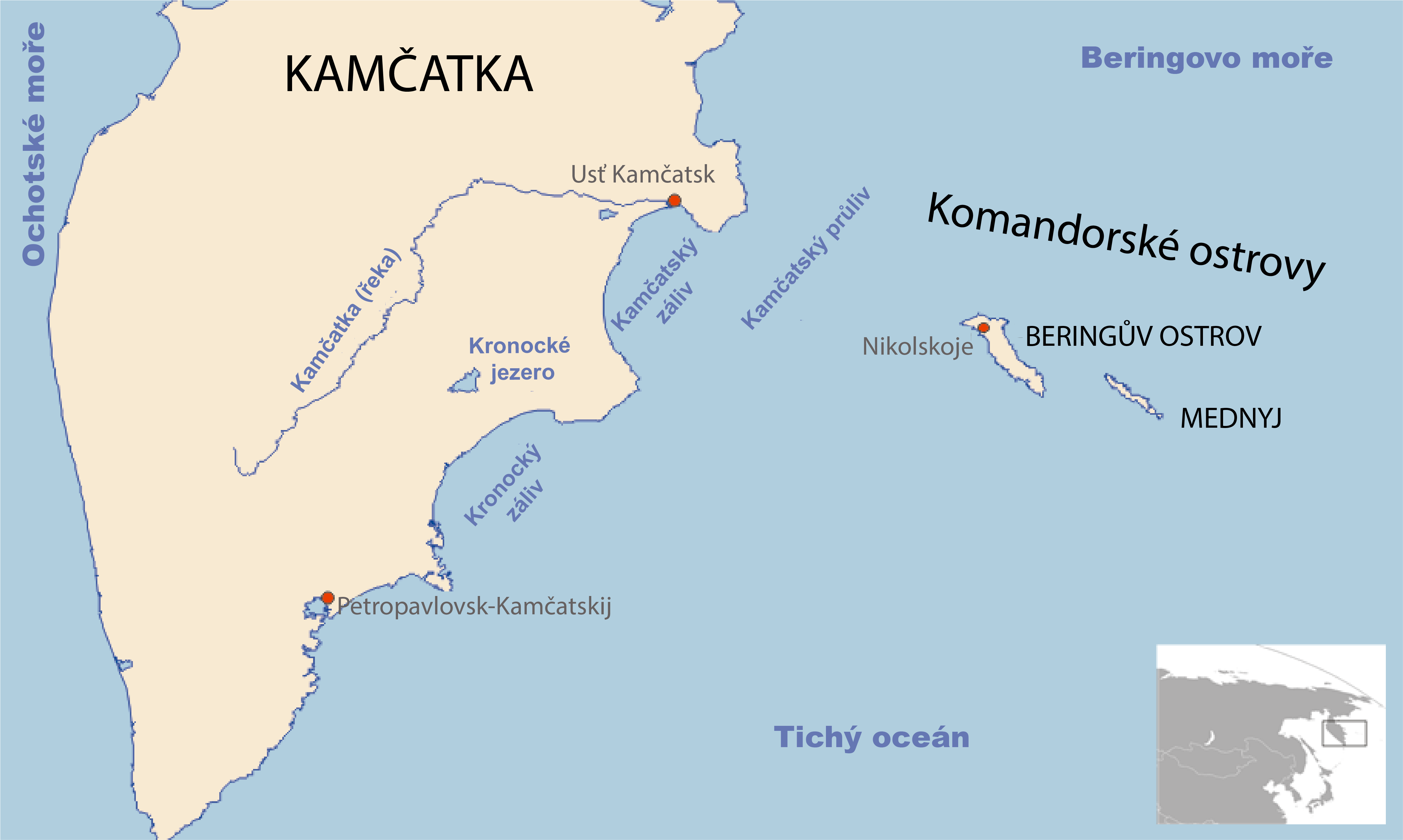
Mapa Komandorských ostrovů

Komandorské ostrovy byly objeveny Vitem Beringem v roce 1741 během druhé kamčatské expedice. Na zpáteční cestě z Aljašky na Kamčatku byla Beringova loď Svatý Petr poškozena bouří a uvízla na pobřeží ostrova Avača, který byl později přejmenován na Beringův ostrov. Kvůli zhoršujícímu se počasí byl Bering se svým mužstvem přinucen přezimovat na ostrově a 19. prosince 1741 zde zemřel - pravděpodobně na celkové vyčerpání. Zimu nepřežilo i 18 dalších členů posádky.
Na původně neobydlených ostrovech začala kolem roku 1825 rusko-americká společnost usazovat Aleuťany, aby pro společnost lovili kožešinovou zvěř, a ty později následovali ruští osadníci. Aleuťané sem byli sestěhovávání především z ostrovů Attu a Atka.
Asi 160 km jižně od souostroví došlo 27. března 1943 k bitvě mezi japonskými a americkými námořními silami – bitva u Komandorských ostrovů.

## Osídlení
Největší osídlení představuje vesnice Nikolskoje (624 obyvatel v roce 2023).

## Fauna a flóra
Díky zvláštnostem geografické polohy, geologické historie a unikátním oceánografickým a klimatickým podmínkám se na Komandorských ostrovech a přilehlé vodní ploše vytvořila jedinečná flóra a fauna. Nalézají se zde druhy asijského i severoamerického původu.

### Fauna
Fauna Komandorských ostrovů je velmi různorodá. Existují zde suchozemská zvířata a také mořští bezobratlí, mořské ryby, ptáci a savci. Nejsou zde žádní obojživelníci a plazi. Na ostrovech bylo zaznamenáno více než 40 druhů savců.

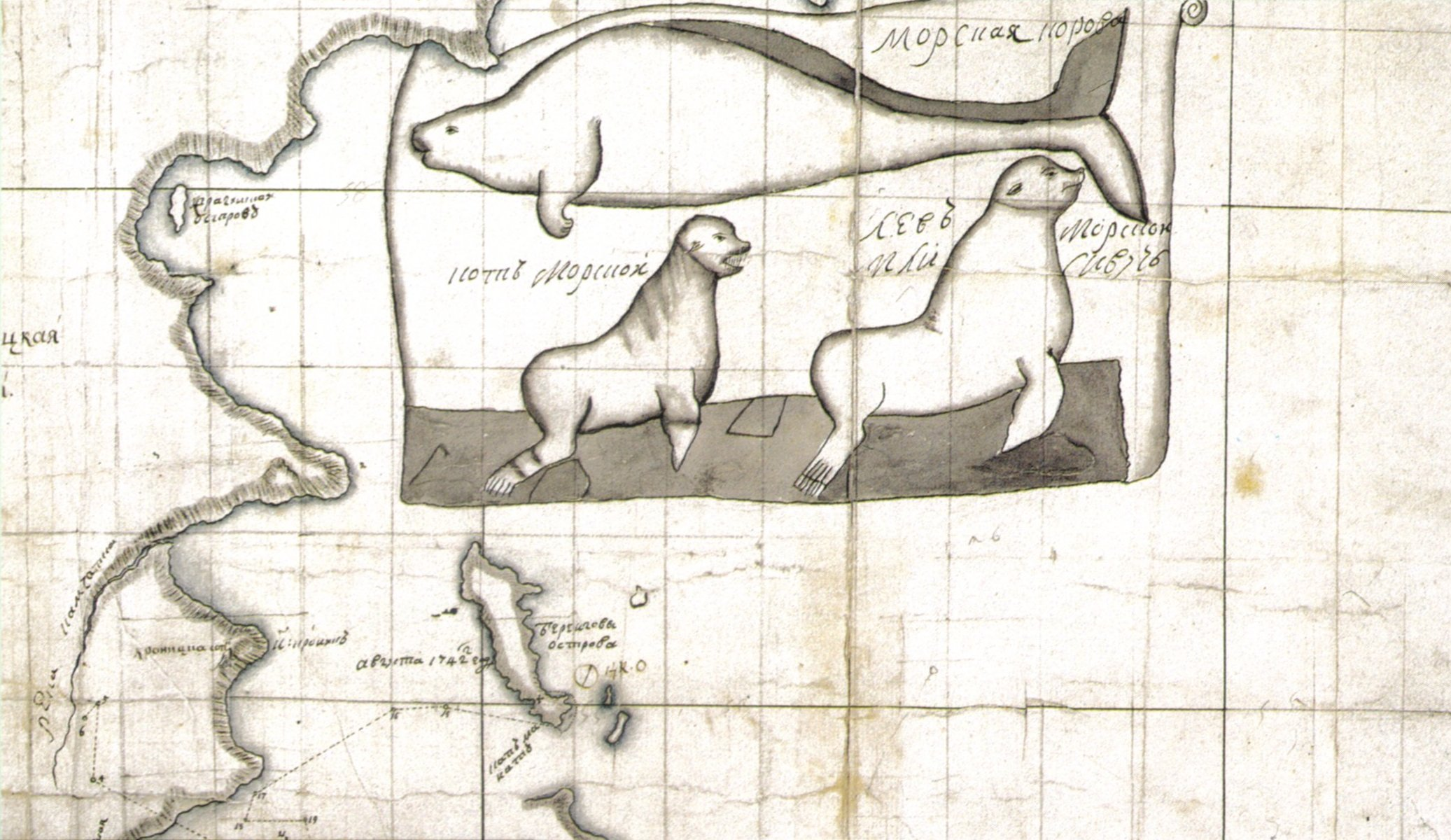
Na výřezu mapy z roku 1744 je zobrazena mořská kráva, lachtan medvědí a lachtan ušatý

Samotné ostrovy obývá pouze jeden původní druh – polární liška ostrovní, kterou představují dva endemické poddruhy: Beringův a Měďnovský. 4 druhy hlodavců (hraboš s červeným hřbetem, myš domácí, krysy černé a šedé) byly na ostrovy zavlečeny náhodou koncem 19. a začátkem 20. století. Velmi dobře se zde aklimatizoval sob. Dalším náhodným vetřelcem se stal americký norek, který unikl z kožešinové farmy.
Nejpočetnější skupinou jsou mořští savci (mořské vydry, ploutvonožci a kytovci). Všech 10 druhů ploutvonožců severního Tichého oceánu je zastoupeno na těchto ostrovech. Od roku 2005 se na ostrovech pravidelně objevuje tuleň severní a lachtan kalifornský. Na ostrovech jsou velká hnízdiště tuleňů severních, která čítají až 200 tisíc jedinců. Chová se zde lachtan.
Fauna kytovců je nejrozmanitější – 21 druhů. Ve vodní oblasti je však běžných a četných pouze 7 druhů (kapek severní, vorvaň, kosatka, sviňucha bílá, keporkak, plejtvák myšok a plejtvák malý).
Až do konce 18. století žila v pobřežních vodách Stellerova mořská kráva, která byla hlavním zdrojem masa pro ruské výpravy do okolních vod.
Nikde jinde se nenachází taková rozmanitost mořských savců jako na Komandorských ostrovech.
Existuje zde více než 108 druhů ryb, nejpočetnější čeledí jsou lososi a platýsi.

### Flóra

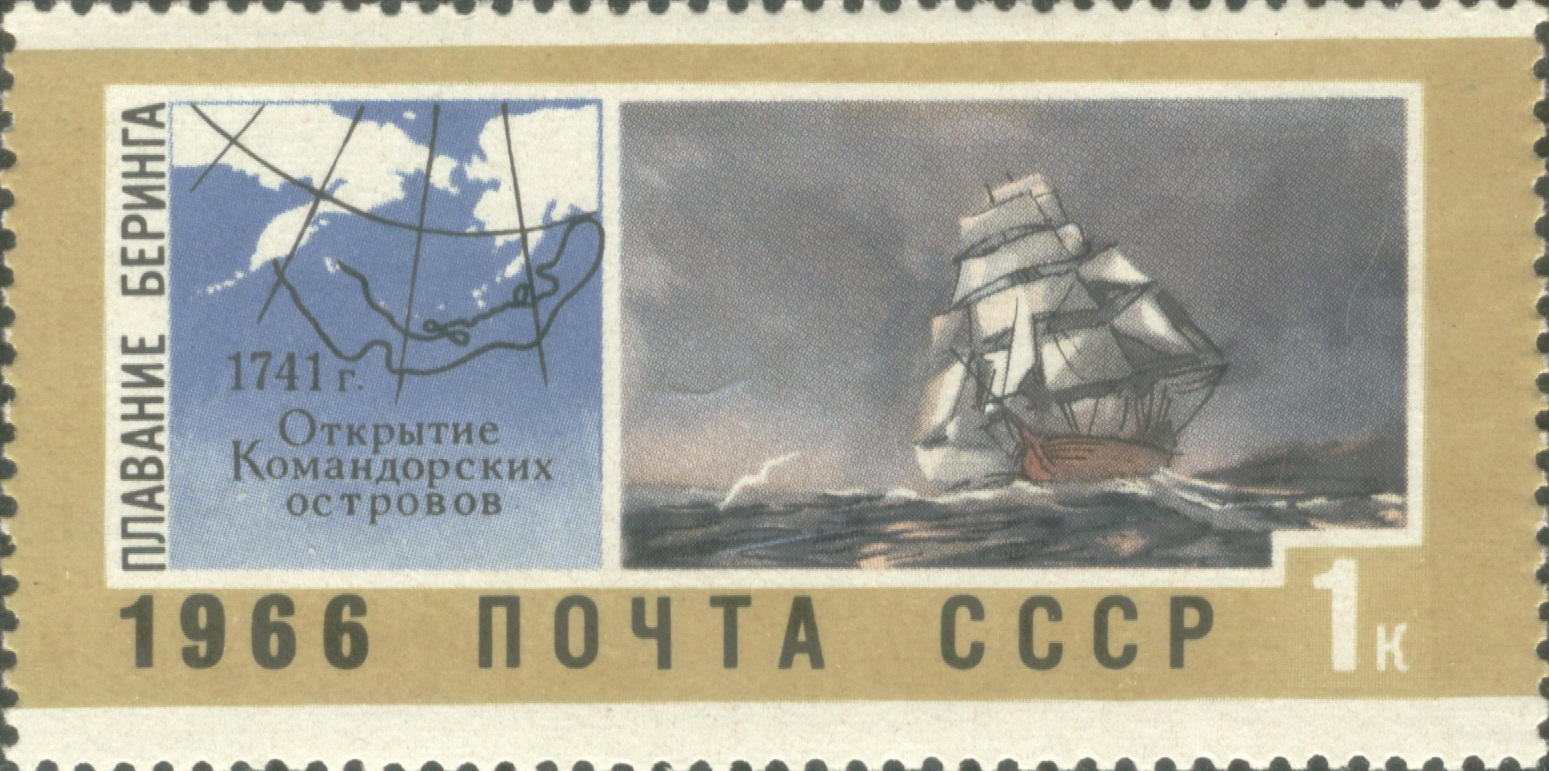
Poštovní známka připomíná rok 1741, kdy byly ostrovy objeveny Beringovou výpravou. Výprava zde však ztroskotala, sám Vitus Bering zde zahynul

Podle zvláštností krajinné struktury patří Komandorské ostrovy do skupiny luční-tundrové krajiny. Hřeben Komandorských ostrovů se od nejbližších Aleutských ostrovů liší absencí moderního vulkanismu, vysokou biologickou diverzitou a spojením severoasijské a severoamerické flóry. Na ostrovech není žádná dřevnatá vegetace a to hlavně kvůli nízkým letním teplotám, silnému větru a stálé oblačnosti.
Vrbiny jsou nejběžnějším typem keřové vegetace na ostrovech, dosahují výšky až 3,5 m.